# Dipsas brevifacies
Dipsas brevifacies är en ormart som beskrevs av Cope 1866. Dipsas brevifacies ingår i släktet Dipsas och familjen snokar. Inga underarter finns listade i Catalogue of Life.
Arten förekommer på Yucatánhalvön i södra Mexiko och fram till norra Belize samt norra Guatemala. Den lever i låglandet upp till 300 meter över havet. Habitatet utgörs av olika slags skogar, bland annat skogar med en undervegetation av taggiga buskar. Dessutom besöks angränsande öppna landskap. Individerna äter snäckor. Honor lägger ägg.
För beståndet är inga hot kända. IUCN kategoriserar arten globalt som livskraftig.